# Eudorella sordida
Eudorella sordida är en kräftdjursart som beskrevs av John Todd Zimmer 1907. Eudorella sordida ingår i släktet Eudorella och familjen Leuconidae.
Artens utbredningsområde är Sydgeorgien. Inga underarter finns listade i Catalogue of Life.